# Omar García Serra
Omar García Serra (Lima, 4 de mayo de 1975) es un actor, docente y comunicador peruano. Alcanzó a la popularidad por haber protagonizado la telenovela Demasiada belleza, interpretando a Cipriano Vergara, y el papel recurrente del libertador José de San Martín en la teleserie El último bastión.

## Biografía
Nació el 4 de mayo de 1975 en Lima, bajo el nombre completo de Omar García Serra.[cita requerida] Realizó sus estudios escolares en el Colegio Sagrados Corazones Recoleta.[cita requerida] García estudió la carrera de comunicación para el desarrollo en la Pontificia Universidad Católica del Perú y se formó como actor en el curso de expresión oral, teatro y dramaturgía de la mano de Alberto Ísola.
Comenzó su carrera artística en el año 1999 como actor de teatro, participando en diferentes producciones teatrales. En el año 2003 alcanzó a la popularidad por protagonizar la telenovela Demasiada belleza de Frecuencia Latina, interpretando al personaje de Cipriano Vergara y compartió el rol junto a Alexandra Graña. Seguidamente, participó en la película Seis días en la oscuridad en ese año, como Claudio y al año siguiente, se suma al elenco principal de la telenovela Eva del Edén en el papel del Padre Eusebio de Arieca.[cita requerida] Participó brevemente en el reality peruano El gran show en 2011, como participante de refuerzo de la bailarina y actriz Tati Alcántara.
Tras haber participado en roles principales y secundarios en la televisión peruana, García fue protagonista de la obra cómica ¿Eres tú, pequeño? en el año 2013, conformando el elenco junto a Attilia Boschetti, Patricia Barreto, Alberto Herrera y Juan Carlos Pastor, interpretando a Miguel. En el año 2015, participó en la serie peruana Acusados.[cita requerida]
García asume el protagónico de la otra producción teatral Huracán en 2016 con Fiorella Pennano, bajo el personaje de Collin, un hombre viudo que vivió junto con su padre durante épocas del Huracán Sandy en 2012.
En el año 2018, fue parte del reparto recurrente de la teleserie El último bastión del canal estatal TV Perú, gracias a la intervención del primer actor Javier Valdés, interpretando al general argentino don José de San Martín, quién fue el artífice de la proclamación de la Independencia del Perú. Gracias a su interpretación en la ficción, le ha valido ser preseleccionado en la categoría «Mejor interpretación masculina en miniserie o teleserie» por parte de los Premios Platino.
En ese año, se acredita en el reparto protagónico de la obra teatral Los perros de la dirección de Rocío Tovar junto a Manuel Gold, Pietro Sibille, Pablo Saldarriaga, Nicolás Galindo, Víctor Prada y Óscar López Arias, estrenada en el Auditorio Mario Vargas Llosa.
En el año 2022, protagoniza la obra teatral histórica Guayaquil: Una historia de amor, retomando el personaje de El último bastión.
En el año 2023, participó en la ficción El loco y la camisa, interpretando al personaje de José y fue dirigido por Fito Valles.
Más tarde, en el año 2024 participa en el reparto secundario de la película Vivo o muerto: el expediente García como Olivas y asume el protagónico de la microobra Próximo del director Jaime Nieto, interpretando al papel de Pablo y comparte el rol junto a Alfonso Dibós.

## Filmografía

### Cine
- Seis días en la oscuridad (2003), Claudio (reparto central).
- The Indians Within (2008), Padre (reparto principal).
- A Gangland Love Story (2010), Hombre de Néstor (reparto central).
- Rogue Eagle Creek (2010), Guerrero Red Eagle (reparto principal).
- Desesperación (2017), reparto principal.
- Norte (2019), reparto principal.
- Django: En el nombre del hijo (2019), reparto principal.
- Hotel Paraíso (2019), Arturo (reparto principal).
- Como un reflejo (2022), reparto central.
- Reinas sin corona (2023), Darío (reparto principal).
- Vivo o muerto: el expediente García (2024), Olivas (reparto principal).
- Habla, promo (2025), Harry (protagonista).
- Ellas (2025), reparto principal.

### Teatro
- Libertinos (2012), reparto principal.
- La cocina (2012), reparto central.
- ¿Eres tú, pequeño? (2013), Miguel (protagonista).
- Padre nuestro (2013), protagonista.
- Mamá volvió (2015), reparto central.
- Huracán (2016), Collin (protagonista).
- Los perros (2018), protagonista.
- Escenas de una ejecución (2022), reparto principal.
- Guayaquil: Una historia de amor (2022), don José de San Martín (protagonista).
- El loco y la camisa (2022-2023), José (protagonista).
- Próximo (2024), Pablo (protagonista).
- Anna Christie (2024), Matt Burke (reparto central).

### Televisión
- Demasiada belleza (2003), Cipriano Vergara (protagonista).
- Eva del Edén (2004), Padre Eusebio de Arieca (reparto recurrente).
- Chacalón: El ángel del pueblo (2005), Carlos Antonio Caycho (reparto principal).
- Manual de supervivencia escolar de Ned (2008), Luchador (cameo).
- CSI: Crime Scene Investigation (2009), Chivo #2 (reparto secundario).
- El gran show (2011), participante de refuerzo.
- Acusados (2015), reparto principal.
- El último bastión (2018-2019), don José de San Martín (reparto recurrente).